# Бородаткові (птахи)
Бородаткові (Capitonidae) — родина дятлоподібних птахів. Поширена у Центральній та Південній Америці. Тісно пов'язана з туканами. Містить 15 видів у двох родах.

## Спосіб життя
Бородаткові живуть у тропічних і субтропічних низовинних, рідше гірських, дощових лісах. Живляться фруктами і ягодами, рідше комахами.

## Види
- Рід †Capitonides (міоцен Європи)
- Рід Бородатка (Capito)
  - Бородатка оливкова, Capito aurovirens
  - Бородатка золотиста, Capito auratus
  - Бородатка золотоголова, Capito brunneipectus
  - Бородатка бурогорла, Capito dayi
  - Бородатка укаяльська, Capito fitzpatricki[2]
  - Бородатка буровола, Capito hypoleucus
  - Бородатка плямистобока, Capito maculicoronatus
  - Бородатка червоногорла, Capito niger
  - Бородатка жовтобока, Capito quinticolor
  - Бородатка вогнистолоба, Capito squamatus
  - Бородатка червоновола, Capito wallacei
- Рід Евбуко (Eubucco)
  - Евбуко андійський, Eubucco bourcierii
  - Евбуко золотогорлий, Eubucco richardsoni
  - Евбуко перуанський, Eubucco tucinkae
  - Евбуко багатобарвний, Eubucco versicolor